# Roca Solitaria
El roca Solitaria es un pequeño islote rocoso que se eleva a 7 metros de altura, ubicado al este de la punta Ula de la isla James Ross, en el margen oeste del golfo Erebus y Terror. Integra el grupo de la isla James Ross, ubicado al este de la península Trinidad, Antártida.

## Historia y toponimia
Fue cartografiada por el actual British Antarctic Survey en 1945 y nombrada Lone Rock debido a su pequeño tamaño y aislamiento. El nombre fue modificado en 1963 a Lonely Rock por el Comité de Topónimos Antárticos del Reino Unido para evitar la duplicación con la roca Solitaria (Lone Rock) ubicada junto a la isla Nelson, en las Shetland del Sur. El nombre fue traducido al castellano en las toponimias antárticas de Argentina y Chile.

## Reclamaciones territoriales
Argentina incluye el islote en el departamento Antártida Argentina dentro de la provincia de Tierra del Fuego, Antártida e Islas del Atlántico Sur; para Chile forman parte de la comuna Antártica de la provincia Antártica Chilena dentro de la Región de Magallanes y de la Antártica Chilena; y para el Reino Unido integran el Territorio Antártico Británico. Las tres reclamaciones están sujetas a las disposiciones del Tratado Antártico.
Nomenclatura de los países reclamantes: 
- Argentina: roca Solitaria[4][5]
- Chile: roca Solitaria[6]
- Reino Unido: Lonely Rock[3]